# Johann Friedrich von Schulte

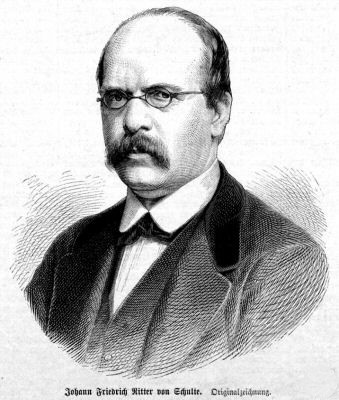
Johann Friedrich von Schulte

Johann Friedrich von Schulte (ur. 23 kwietnia 1827 w Winterbergu, zm. 19 grudnia 1914 w Obermais) – niemiecki teolog, społecznik, znawca prawa kościelnego, ojciec starokatolicyzmu. W latach 1874–1879 poseł do parlamentu Rzeszy z ramienia narodowych liberałów.
Johann Friedrich von Schulte urodził się w Winterbergu (Westfalia), do gimnazjum uczęszczał w Brilon i Coesfeld, a następnie studiował filologię i prawo w Berlinie. W 1853 roku uzyskał tytuł doktora prawa.
W roku 1854 mianowano go profesorem nadzwyczajnym prawa kościelnego w Pradze, a w latach 1855–1873 był profesorem zwyczajnym prawa kościelnego i historii niemieckiego państwa i prawa. W latach 1873–1906 był profesorem historii prawa i prawa kościelnego w Bonn. W 1906 roku zamieszkał – ze względów zdrowotnych – w Merano (Włochy), gdzie zmarł w roku 1914.
Johann Friedrich von Schulte był przeciwnikiem zdogmatyzowania nauki o nieomylności papieży. Aktywnie uczestniczył w tworzeniu episkopalno-synodalnego ustroju powstającego Kościoła starokatolickiego w Niemczech oraz przyczynił się do jego państwowego uznania (w Prusach, Badenii, Hesji). W latach 1873–1906 był drugim przewodniczącym reprezentacji synodalnej. Johann Friedrich Schulte przewodniczył (z jednym wyjątkiem) wszystkim Kongresom Starokatolików w latach 1871–1890 (także w Bonn, w roku 1902).